# Cnemidophorus sexlineatus
Cnemidophorus sexlineatus är en ödleart som beskrevs av  Linnaeus 1766. Cnemidophorus sexlineatus ingår i släktet Cnemidophorus och familjen tejuödlor. IUCN kategoriserar arten globalt som livskraftig.

## Underarter
Arten delas in i följande underarter:
- C. s. sexlineatus
- C. s. stephensae
- C. s. viridis